# Prihodiște (Vața de Jos), Hunedoara
Prihodiște (maghiară Prihodest) este un sat în comuna Vața de Jos din județul Hunedoara, Transilvania, România.